# Мухамед Мумінович
Мухамед Мумінович (8 серпня 1948) — астроном та з Боснії і Герцеговини, автор багатьох книг і посібників з астрономії. Колишній директор Обсерваторії Бістрік-Кула і член Національного комітету з астрономії Югославії. Президент астрономічного товариства «Оріон» в Сараєві (з 2008).

## Біографія
Мухамед Мумінович народився 28 серпня 1948 року в Бані-Луці. У 1951 році його родина переїхала в Сараєво. Ще в дитинстві він захопився спостереженнями нічного неба. В 9 років виготовив свій перший телескоп, використовуючи окулярні лінзи та картонну трубку. Збирав вирізки з газет і журналів, які містили тексти та малюнки з астрономії та космонавтики, і був у захваті від коміксів із «Блакитного вісника». Під час літніх канікул він залишався у своїх родичів у Бані-Луці. Вночі він і його старші родичі охороняли посіви від диких тварин на пагорбі Шехітлука поблизу Бані-Луки, де він міг бачити небо без міського світлового забруднення. У той період астрономічної літератури було мало, і Мумінович використовував книгу «Всесвіт, зорі та атоми» Джеймса Джинса, яка містила невелику карту зоряного неба діаметром близько дванадцяти сантиметрів, щоб знаходити сузір'я з найяскравішими зорями. В 1963 році він отримав від сестри в подарунок старий військово-морський бінокль із збільшенням приблизно у 28 разів, який потому використовував для астрономічних спостережень.
У середній школі він дізнався, що в Сараєві існує Академічний астрономічно-астронавтичний клуб (AAAK), а в середині 1965 року в Мейташі була відкрита Національна обсерваторія. Восени того ж року Мумінович став членом цього астрономічного клубу, склавши іспит за книгою Йосипа Гольберга «Космографія». При АААК діяли секції космонавтики, ракетобудування та астрономії. Разом з Мухамадом астрономічна секція складалася з кількох молодих ентузіастів, які майже щовечора проводили спостереження з обсерваторії.
У складі Академічного астрономічно-астронавтичного клубу Мумінович зібрав секцію, яка проводила спостереження за допомогою телескопа діаметром 17,5 см, рефлектора Ньютона з фокусом близько 2 метрів. Вони також використовували невеликий шкільний телескоп з високоякісною оптикою діаметром 8 см і фокусною відстанню 0,8 м. Пізніше цей телескоп перетворили на астрограф і з його допомогою отримали перші зображення туманностей і галактик.
Влітку 1967 року Мухамед посів перше місце з астрономії з доповіддю про прецесію Землі спочатку на республіканському, а потім і на федеральному конкурсі в рамках організації «Рух науки для молоді». Наступного року він вітав учасників Всесвітнього конгресу Міжнародної федерації астронавтики. А в 1969 він був запрошений на прийняття на честь астронавтів Аполлона-11, який організував президент Тіто в Палаці Федерації в Белграді, де він коротко поспілкувався з астронавтом Олдріном.
З 1967 по 1973 рік він вивчав фізику на природничо-математичному факультеті Сараєвського університету.
У ті роки Мумінович щопонеділка читав лекції для членів товариства у формі курсу загальної астрономії. З 1971 року він працював над написанням довідника з астрономії який включав найновіші на той час знання і який мав служити слухачам його курсу. Батько одного з найактивніших членів астрономічного клубу, Бранка Вуксановича, дозволив надрукувати книгу у військовій друкарні в Райловаці накладом 1000 примірників. Книга мала великий успіх у тогочасній Югославії та сприяла популяризації астрономії. Того ж року він публікує свою другу книгу, «Практичну Астрономію».

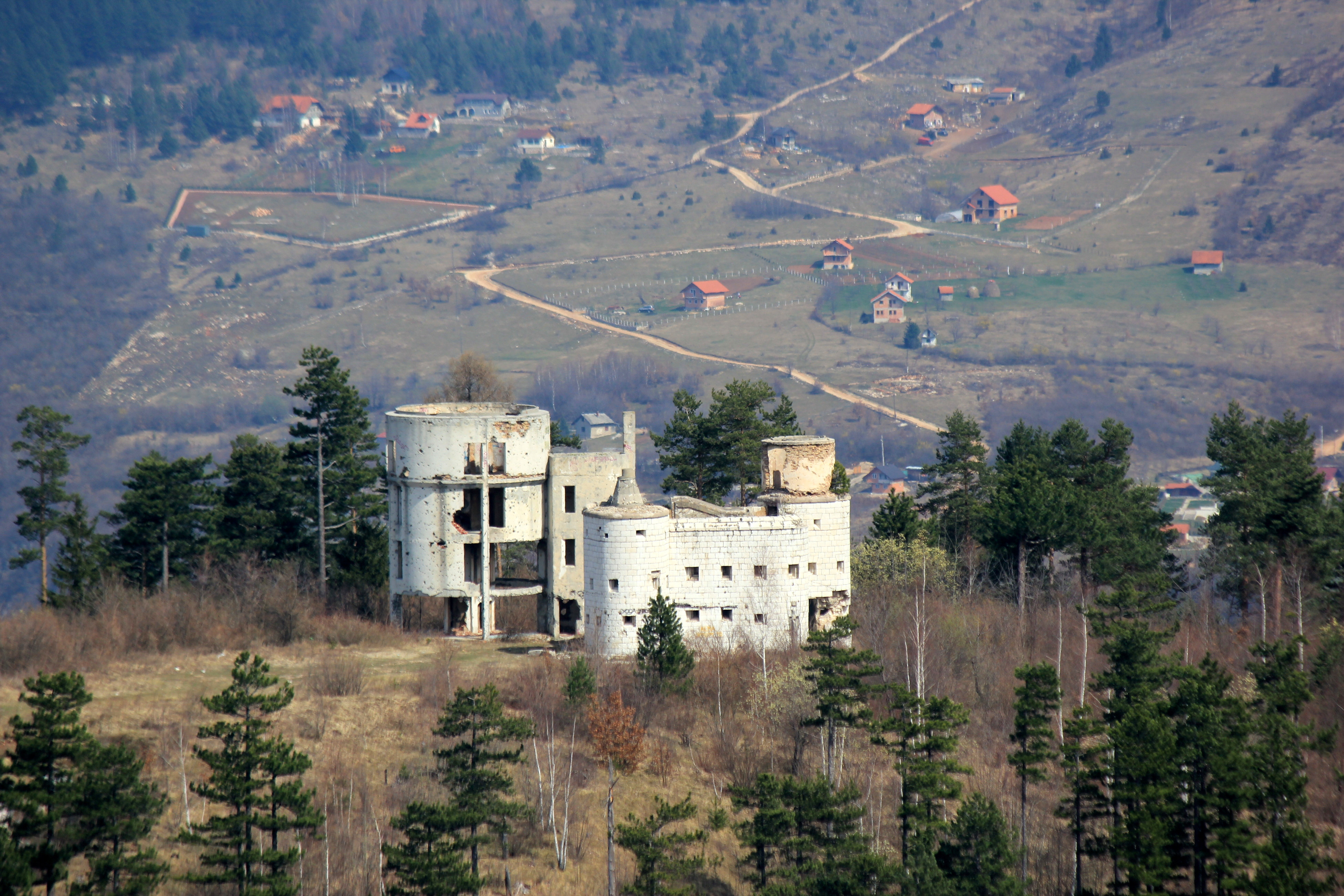
Залишки Обсерваторії Бістрік-Кула

Наприкінці 1967 року Мумінович отримав в користування Австро-Угорську фортецю на горі Требевич біля Сараєва, де він з часом побудував Обсерваторію Бістрік-Кула. Спочатку він тут просто проводив спостереження, переважно у вихідні дні або влітку протягом кількох днів, використовуючи шкільний телескоп. В 1971—1973 роках він керував будівництвом двох куполів обсерваторії, а в 1975—1983 звів нову будівлю за десять метрів від старої фортеці. З листопада 1974 року він працює керівником астрономічної Обсерваторії Бістрік-Кула на Требевичі. За цей час Мумінович написав ще кілька книг і брошур з астрономії. Як член Національного астрономічного комітету Югославії він також брав участь у співпраці з Міжнародним астрономічним союзом. Так, IV конференція астрономів Югославії 1982 року пройшла в Сараєві. У середині 80-х він брав участь у кількох міжнародних астрономічних конференціях (Боулдер, США; Мюнхен, Німеччина; Хвар, Хорватія та ін.). В кінці 1982 року він представляв Югославію на церемонії вручення Нобелівської премії в Стокгольмі.
Багато років Мумінович був членом Комісії з астрономії в рамках Руху науки для молоді Боснії і Герцеговини. Він також заснував Асоціацію астрономічних товариств Боснії і Герцеговини, яка діяла в 1982—1990 роках. Наприкінці вісімдесятих, як запрошений лектор, він кілька разів брав участь у діяльності дослідницької станції «Пєтніца» поблизу Валєва в Сербії. Протягом одного року він проводив курс астрономії для курсантів Військово-авіаційної академії в Райловаці поблизу Сараєва. В 1990—1992 роках він був директором робочої спільноти CEDUS (Центр соціальної діяльності Сараєвського університету). Влітку 1991 брав участь у Генеральній асамблеї Міжнародного астрономічного союзу в Буенос-Айресі (Аргентина). За кілька днів до цього він провів запрошену лекцію про боснійську астрономію в Монтевідео (Уругвай).
На початку Боснійської війни 1992 року Мумінович намагався врятувати обладнання та будівлю CEDUS, але це йому не вдалося. Обладнання та будівля Обсерваторії Бістрік-Кула також були зруйновані. На початку осені Мумінович вступив в армію Республіки Боснія і Герцеговина і залишався в ній до грудня 1995 року. Потім його запросили до тодішнього Республіканського гідрометеорологічного інституту, де він працював помічником директора та координатором з міжнародного співробітництва, аж до виходу на пенсію.
Деякий час після війни Мумінович паралельно працював консультантом з розмінування для різних комерційних компаній з Англії, США, Німеччини та ПАР. Він є співавтором 3 брошур для ознайомлення дітей з небезпекою мін і нерозірваних боєприпасів, а також серії навчальних матеріалів і плакатів у цій сфері. На Генеральній асамблеї Міжнародного астрономічного союзу 1997 року в Кіото (Японія) представив міжнародній астрономічній спільноті наслідки руйнування Обсерваторії Бістрік-Кула в Сараєві. У період з 1997 по 2015 Мумінович був заступником постійного представника Боснії і Герцеговини у Всесвітній метеорологічній організації.
З ініціативи Муміновича у 2008 році було відновлено роботу довоєнного університетського астрономічного товариства, яке розпочало свою діяльність під новою назвою «Астрономічне товариство Оріон Сараєво». Астрономічне товариство «Оріон» зосередилось переважно на популяризації астрономії через численні лекції, аматорські спостереження, астрономічні школи для молоді. За фінансової підтримки посольства Норвегії в 2011—2013 реалізовано проєкт «1000 галілеоскопів для тисячі шкіл Боснії і Герцеговини — одне небо для всіх». Ідею проєкту та слоган придумав Мумінович. Під час цієї акції понад 800 маленьких телескопів (галілеоскопів) було роздано восьмирічним школам по всій Боснії і Герцеговині. В наступні роки Мумінович провів серію лекцій для членів астрономічного товариства, давав публічні лекції в Сараєві, щороку був гостем Днів астрономії в Тузлі, виступав із запрошеними лекціями в Хорватії, Сербії та Чорногорії. Також він брав активну участь у всіх ініціативах щодо реконструкції астрономічної обсерваторії на Требевичі.

### Книги
- Muminovic, M.: (2014), ASTRONOMIJA novog milenija, Sarajevo (BiH) -Brisbane (Australia), Astronomsko društvo Orion.
- Muminovic, M.: (2003), THE MOON, Map of the Moon, Brisbane Australia: ASTROCALL.
- Muminovic, M.: (1997), ASTRONOMIJA u osvit trećeg milenija, Sarajevo: Meteorološki zavod Bosne i Hercegovine.
- Muminović,M.: (1995), VOJNIČKI KALENDAR ZA 1995. Sarajevo: Generalštab Armije RBiH.
- Muminović,M.: (1990), PRAKTIČNA ASTRONOMIJA, III potpuno izmjenjeno i dopunjeno izdanje, Sarajevo: ASTROPRINT.
- Muminović,M & grupa saradnika.: (1990), MJESEC, poster, Sarajevo: Univerzitetsko astronomsko društvo.
- Muminović,M.: (1989) PUTOVANJE KROZ SAZVIJEŽĐA, ASTROGNOZIJA, Sarajevo: Univerzitetsko astronomsko društvo.
- Muminović,M & grupa saradnika.: (1988), ZVJEZDANA KARTA, Sarajevo: Univerzitetsko astronomsko društvo.
- Muminović,M — Vuksanović,B.: (1988), VRTEĆA KARTA NEBA, Sarajevo: Univerzitetsko astronomsko društvo.
- Muminović,M.: (1986), ATLAS MJESECA, Sarajevo, ASTROPRINT
- Muminović,M.: (1985), KOMETE-HALEYEVA KOMETA 85/86, Sarajevo: Savez astronomskih društava BiH & Astronomska opservatorija Sarajevo.
- Muminović,M.: (1985), ASTRONOMIJA, IV prerađeno i dopunjeno izdanje, Sarajevo: CEDUS & Astronomska opservatorija Sarajevo.
- Muminović,M- Stupar, M & Mulaomerović,J.: (1982), ASTRONOMSKI KALENDAR 1982, Sarajevo: Astronomska opservatorija Sarajevo.
- Gašparović,R — Muminović,M.: (1982), ASTRONOMIJA ZA 7. RAZRED OSMOGODIŠNJE ŠKOLE, Sarajevo: SVJETLOST-Zavod za udžbenike i nastavna sredstva.
- Muminović,M.: (1980), PRAKTIČNA ASTRONOMIJA, prerađeno i dopunjeno izdanje, Sarajevo: Univerzitetsko astronomsko društvo.
- Muminović,M & grupa saradnika.: (1980), PRIRUČNIK ZA ASTRONOME AMATERE, Sarajevo: Savez mladih istraživača-PNM, Univerzitetsko astronomsko društvo & Savez astronomskih društava BiH.
- Muminović,M — Stupar, M.: (1979), ZVJEZDANI ATLAS, Sarajevo: ASTROPRINT.
- Muminović,M.: (1978), ZVJEZDANE STAZE, Sarajevo: ASTROPRINT.
- Muminović,M.: (1977), ASTRONOMIJA III IZDANJE, Sarajevo: Akademsko astronomsko društvo.
- Muminović,M.: (1976), ASTRONOMIJA, II prerađeno i dopunjeno izdanje, Sarajevo: Akademsko astronomsko društvo.
- Muminović, M.: (1974,1975 & 1976), Autor članaka i urednik časopisa ASTRO AMATER, Sarajevo: Akademsko astronomsko društvo.
- Muminović,M.: (1975), PRIČA O EROSU, Sarajevo: Akademsko astronomsko društvo.
- Muminović,M.: (1974), PLANET JUPITER, Sarajevo: Akademsko astronomsko društvo.
- Muminović,M.: (1973), ISTINA O KOMETAMA, Sarajevo: Akademsko astronomsko astronautičko društvo.
- Muminović,M.: (1973), PRAKTIČNA ASTRONOMIJA, Sarajevo: Akademsko astronomsko astronautičko društvo.
- Muminović,M.: (1972), ASTRONOMIJA, Sarajevo: Akademsko astronomsko astronautičko društvo.
- Panić,M-Knežević,A-Muminović,M.: (1969), IDENTIFIKACIJA LETEĆEG OBJEKTA OD 18.10.1968., Sarajevo: Akademsko astronomsko astronautičko društvo.

### Статті
- Nedim Mujic and Muhamed Muminovic.: (2015), FIRST RESULTS OF BOSNIA-HERZEGOVINA METEOR NETWORK, Proceedings of the XVIi National Conference of astronomers of Serbia, OCTOBER 2013, Publications of the Astronomical observatory of Belgrade.
- Muhamed Muminovic and Nedim Mujic.: (2011), ASTRONOMICAL OBSERVATORY SARAJEVO: PAST, PRESENT, FUTURE, Proceedings of the XVI National Conference of astronomers of Serbia, Publications of the Astronomical observatory of Belgrade.
- Muminovic Muhamed and Nedim Mujic.: (2011), Poster: PUBLISHING ACTIVITY OF ASTRONOMICAL SOCIETY SARAJEVO, Proceedings of the XVI National Conference of astronomers of Serbia, Publications of the Astronomical observatory of Belgrade.
- Muminovic, Muhamed.: (2003), THE NEW BOSNIAN TEXTBOOK of ASTRONOMY, Effective Teaching and Learning of Astronomy, 25th meeting of the IAU, Special Session 4, 24-25 July, 2003 in Sidney, Australia
- P.Harmanec, K.Olah, H.Bozic, P.Hadrava, J.Horn, P.Koubski, S.Kriz, N.H.Minikunov, M.Muminovic, J.R. Percy, A.G.Scherbakov, M.Stupar, A.E.Tarasov.: (1987) o AND PHOTOMETRY, POLARIMETRY AND A TENTATIVE MODEL OF THE LIGHT VARIABILITY, in: Physics of Be Stars, Proc. IAU Coll.No.92 (Boulder, CO, ed. Slettebak and Snow), Cambridge Univ.Press, pp. 456—458.
- Mayer, P-Wolf, M-Muminović,M-Stupar, M.: (1986), PERIOD of ECLIPSING BINARY V382 Cyg., Information Bulletin on variable stars, Konkoly Observatory.
- Božić,H-Muminović,M-Pavlovski, K-Stupar, M-Harmanec, P-Horn, J & Koubsky, P.: (1982), NO RAPID VARIABILITY OBSERVED for the Be STARS HD 58050 AND Beta CMi, Budapest, Information Bulliten on Variable Stars, Konkoly Observatory.
- Muminović,M — Stupar, M & Stupar, B.: 1982, A SUCCESSFUL MODIFICATION of a COMMERCIALLY MADE PHOTOELECTRIC PHOTOMETER, Zagreb, Hvar observatory Bulletin.
- Miličević,V — Muminović,M.: (1982), SARAJEVO OBSERVATORY FIREBALL PATROL, in Sun and Planetary system, D.Riedel Publishing Company.
- Muminović,M — Stupar, M.: (1981), HONDA'S VARIABLE IN CYGNUS Cambridge, Mass.: International astronomical union, Central Bureau for astronomical telegrams, No. 3560.
- Muminović,M — Stupar, M.: (1981), UBV photometry of Be stars HD 109387, 142926, 162732, 217050 & 218393, Strasbourg, Be Star newsletter, Observatoire de Strasbourg
- Muminovic, M — Mulaomerović, J — Grubic, N.: (1980) ASTRONOMIJA U BOSNI I HERCEGOVINI, Enciklopedija Jugoslavije, 1 A-Biz, Zagreb, Jugoslovenski leksikografski zavod.
- Muminovic, M-Cavagna, M-Baroni, S.: (1979), NOVALIKE OBJECT IN VULPECULA, Cambridge, Mass.: International astronomical union, Central Bureau for astronomical telegrams, No. 3403.
- Muminović,M.: (1979), PHOTOGRAPHING of BRIGHT METEORS-FIREBALLS, Sarajevo: Publications of Astronomical observatory of Sarajevo.
- Muminović,M i grupa saradnika.: (1979—1982), FOTOGRAFISANJE SJAJNIH METEORA-BOLIDA — Snimanje kamerom sa objektivom fish-eye, Sarajevo: Naučni projekat finansiran od strane Republičke zajednice za naučni rad SR BiH
- Pavlovski, K-Knežević,Z-Muminović,M.: (1979), PHOTOMETRY of the ASTEROID (5) ASTRAEA, Sarajevo: Publications of Astronomical observatory of Sarajevo.
- Mayer, P — Grubic, N — Muminovic, M., (1978), PERIOD of ECLIPSING VARIABLE NY CEP, Information Bulletin on Variable stars, Konkoly Observatory.
- Muminović,M.: (1975), NOVA CYGNI, Cambridge, Mass.: International astronomical union, Central Bureau for astronomical telegrams.
- Muminović,M i grupa saradnika.: (1972—1979), SARAJEVSKI ATLAS NEBA — Snimanje zvjezdanog neba sjeverno od nebeskog ekvatora na 400 plavih i 400 crvenih fotografskih ploča, Sarajevo: Naučni projekat finansiran od strane Republičke zajednice za naučni rad SR BiH.